# Eau minérale naturelle

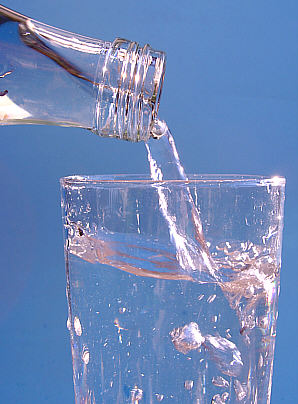
Un verre d'eau « plate ».

Les eaux gazeuses comportent des bulles de gaz carbonique.

L'eau minérale naturelle est une catégorie d'eau dont les caractéristiques sont définies réglementairement. Obligatoirement d'origine souterraine (qu'on la capte après un forage ou qu'elle jaillisse d'une source), elle doit avoir une composition chimique stable et ne pas avoir besoin d'être désinfectée pour être consommée. Elle peut cependant recevoir des traitements visant à la débarrasser de certains composés toxiques ou non souhaitables (comme les sulfures d'hydrogène).
En France, l'exploitation et le conditionnement d'une source d'eau minérale nécessitent des autorisations administratives spécifiques.
En Union européenne, les eaux minérales naturelles sont définies par la Directive européenne 80/777 du 15 juillet 1980, transposée dans le droit national de chaque pays. La Commission européenne publie au Journal officiel de l'Union européenne la liste des eaux minérales naturelles reconnues comme telles par les États membres. Au 3 avril 2013, la France reconnaissait ainsi 82 eaux minérales naturelles sur son territoire, contre 30 pour la Belgique, 25 pour la Bulgarie ou 342 pour l'Italie.
En France ou en Tunisie, elle se caractérise en plus d'une origine souterraine, par des qualités thérapeutiques, qui doivent être reconnues par l'Académie de médecine. En Suisse cette qualité n'est pas obligatoire. La teneur en minéraux, à elle seule, ne définit pas une eau minérale.
Aux États-Unis, « une eau minérale doit contenir au moins 250 ppm de résidu sec et avoir pour origine une source souterraine géologiquement et physiquement protégée. L'eau minérale doit avoir des taux constants et des proportions relatives en minéraux et éléments en trace à la source. Aucun minéral ne doit être rajouté.
Au Canada, une eau minérale doit contenir au moins 500 ppm de minéraux dissous. En dessous c'est une eau de source.
En Amérique du Nord, certaines eaux minérales naturelles françaises ne peuvent pas donc obtenir l'appellation « eau minérale » (cas de l'eau de Volvic par exemple).
Beaucoup d'eaux minérales naturelles font l'objet d'une exploitation sous forme de cures thermales. Mais c'est surtout sous forme d'eau vendue en bouteille qu'elles sont aujourd'hui utilisées.

## Définition

### Les eaux en bouteille ne sont pas toutes des eaux minérales naturelles

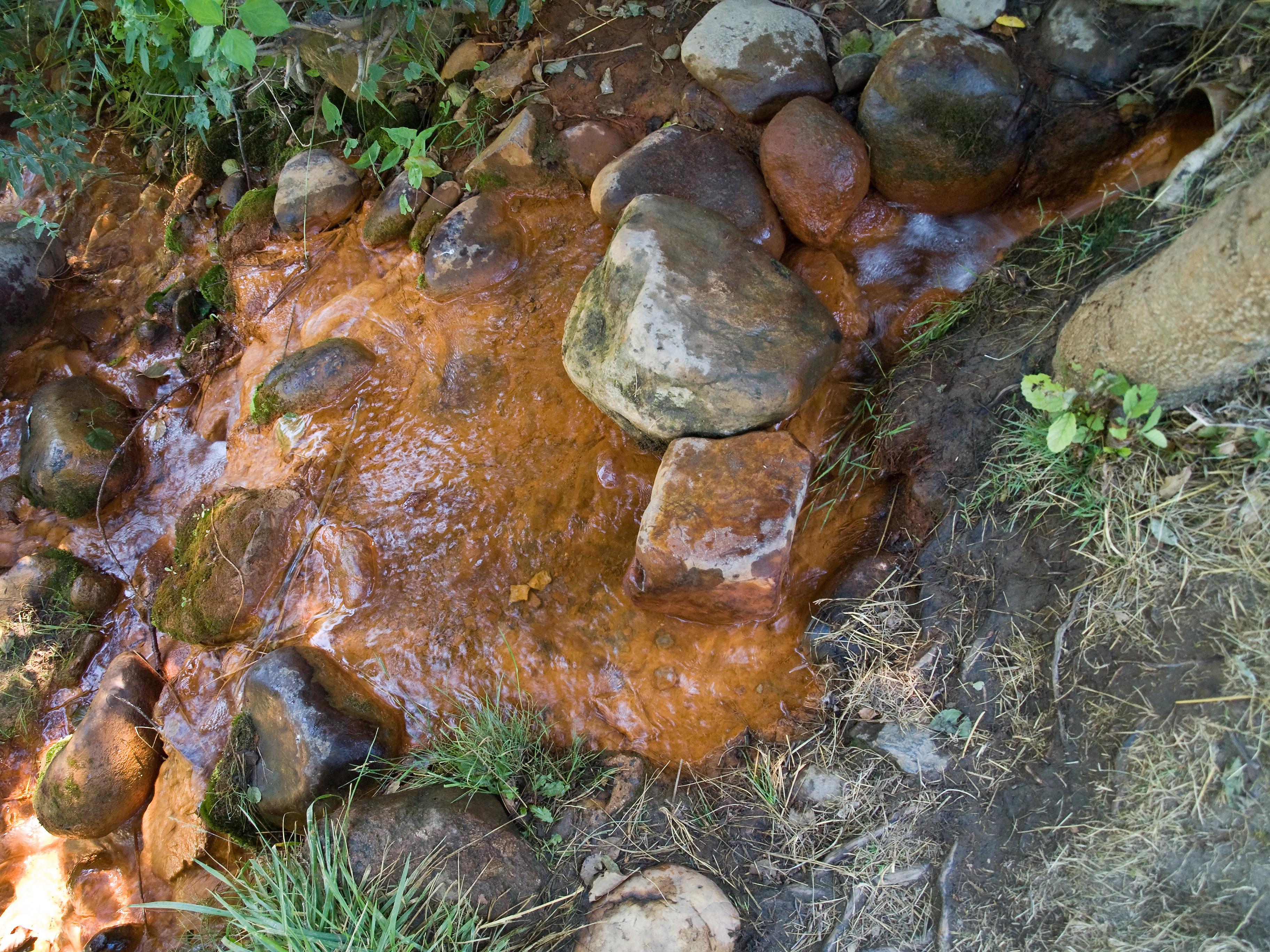
Résurgence de la source d'une eau minérale naturelle en Lozère (France)

En France, les eaux de boisson destinées à la consommation humaine répondent à diverses appellations :
- Les eaux de table sont de même nature que l'eau du robinet, mais elles sont commercialisées en bouteilles. Elles ont éventuellement subi un traitement spécifique.
- Une eau de source est une eau d'origine souterraine, ayant bénéficié d'une protection contre la pollution, et n'ayant subi ni traitement chimique, ni adjonction. Elle doit donc être naturellement conforme. Elle doit satisfaire aux critères de potabilité (ce qui n'est pas forcément le cas d'une eau minérale naturelle).
- Une eau minérale naturelle (abrégé à l'oral en eau minérale) est une eau d'origine souterraine, protégée de toute pollution. Ses caractéristiques chimiques doivent être stables. Elle doit être de nature à apporter, dans certains cas, ses propriétés favorables à la santé.

Ces 3 qualités peuvent être vendues en bouteilles : 
Les eaux minérales naturelles se caractérisent donc :
- par la notion de gisement hydro minéral (nappe phréatique profonde et protégée par la nature des couches géologiques environnantes).
- par une stabilité de leur composition minérale.
- par leur pureté originelle : elles ne peuvent pas contenir de composés d'origine anthropique (liées aux activités de l'homme).
- elles ne subissent aucun traitement chimique de désinfection.

### Les types d'eau minérale
Les eaux minérales présentent souvent des teneurs en magnésium importantes et des teneurs en nitrates généralement faibles. Leur dureté en calcium est très variable, leur intérêt provient de la présence de substances plus rares comme le fluor ou des oligo-éléments.
En dehors des eaux très peu minéralisées (telle celle de Volvic qui, de fait, est plutôt une eau de source, et c'est d'ailleurs ainsi qu'elle est autorisée aux États-Unis), il existe principalement cinq catégories d'eaux minérales :
- Les eaux bicarbonatées : bonnes pour traiter les affections du foie et des intestins ;
- Les eaux sulfatées : bonnes pour traiter les affections des reins, de la peau (brûlures, eczémas, cicatrices) ;
- Les eaux sulfurées : bonnes pour les muqueuses et pour les affections respiratoires ;
- Les eaux chlorurées : bonnes pour les processus de croissance ;
- Les eaux oligométalliques : bonnes pour les rhumatismes et les affections neurologiques.

### Limites à la consommation
En 2006, face à l'envolée de la consommation de l'eau minérale, l'Académie de médecine a rappelé que « plusieurs eaux minérales ont cependant une composition telle qu'elles ne devraient pas être proposées comme boisson de consommation courante ». Si l'eau de Volvic n'a que 11,5 mg/L de calcium (0,46 mg/L pour la moins riche en calcium « rosée de la reine » ), la plus riche possède 596 mg/L de calcium « Talians » proposée par Danone. Et l'excès de calcium (recommandation journalière de 700 à 1 200 mg en fonction de l'âge) peut entrainer une hypercalcémie débouchant sur l'apparition de calculs rénaux ou biliaires. Les résidus secs à 180 °C sont de 18,1 mg/L pour les moins minéralisées à 2 590 mg/L pour les plus minéralisées.
L'OMS met en garde : « Quelques consommateurs attribuent à certaines eaux minérales naturelles des propriétés médicinales ou d’autres bénéfices sanitaires. […] Leur utilisation a souvent une longue tradition et elles sont acceptées parce qu’elles sont considérées comme des aliments plutôt que comme des eaux de boisson en tant que telles. Bien que certaines eaux minérales puissent être utiles pour fournir des micronutriments essentiels, tels que le calcium et le magnésium, les présentes directives ne font pas de recommandations concernant des concentrations minimales d’éléments essentiels en raison des incertitudes relatives à l’apport minéral de l’eau de boisson » (Directives de qualité pour l’eau de boisson de l’OMS, 2017, p. 111.) Le test en 2000 était encore plus clair : « À la connaissance de l’OMS, les effets bénéfiques de la consommation de ces eaux minérales n’ont jamais été sérieusement prouvés ». L'homme est en effet hétérotrophe, c’est-à-dire incapable d’assimiler correctement des substances non organiques tels que les minéraux des eaux. Nous ne léchons pas de cailloux.
Si on appliquait la réglementation de l'eau potable aux eaux minérales, de nombreuses eaux ne seraient pas conformes et seraient donc qualifiées « non potables ».
Elle n'est pas forcément potable au sens règlementaire (on ne pourrait pas la distribuer au robinet). En effet, elle contient des substances minérales en quantités trop importantes pour pouvoir servir de boisson exclusive. Les eaux minérales font donc l'objet d'autorisations spécifiques, après analyse de leurs effets thérapeutiques.
Certaines eaux minérales ne remplissent pas les critères de potabilité (en 1995, sur 74 eaux minérales analysées par le Réseau national de santé publique, 24 dépassaient des teneurs en arsenic à 10 µg/L soit le critère de potabilité de l'eau du robinet, 4 excédaient 50 µg/L, et 2 plus de 100 µg/L).
En janvier 2024 est révélé le recours en France pendant de nombreuses années à des traitements interdits pour purifier des eaux minérales vendues en bouteille, notamment par Nestlé Waters. FoodWatch, association de consommateurs non satisfaite d'un accord judiciaire intervenu début septembre car met « sous le tapis toute action publique » à l'encontre de la multinationale « en sortant le chéquier », annonce déposer plusieurs plaintes le 25 septembre 2024 avec constitution de partie civile afin de voir nommé un juge d'instruction.

## Listes d'eaux minérales naturelles

### France
En avril 2013, la France reconnaissait 82 eaux minérales naturelles sur son territoire.
- Abatilles
- Aix-les-Bains
- Alet
- Arcens
- Arvie
- Asperjoc
- Badoit
- Celtic
- Charrier
- Cilaos
- Contrex
- Drômeline[15]
- Évian
- Hépar
- Jouvence
- Mont-Roucous
- Ogeu
- Orezza
- Parot
- Perrier
- Plancoët
- Quézac
- Rozana
- Saint-Alban
- Saint-Amand-les-Eaux
- Saint-Georges
- Saint-Géron
- Sainte Marguerite
- Saint-Yorre
- La Salvetat
- Teissières-lès-Bouliès
- Thonon
- Treignac
- Vals
- Vernière
- Vichy
- Vittel
- Volvic

L'eau minérale de Velleminfroy, déclarée « eau minérale naturelle » par décret de l’Académie impériale de médecine en 1859, est exploitée à nouveau depuis 2016.

### Eaux minérales du Niger
Telwa, eau minérale naturelle embouteillée à la réserve naturelle de girafes a Koure par la société nigérienne de rafraîchissements.

### Eaux minérales du Québec
- Saint-Justin, eau embouteillée à la source de Saint-Justin dans le comté de Maskinongé
- Abénakis, source à St-François-du-Lac dans le comté de Nicolet-Yamaska.
- Eska, prise à l'esker de Saint-Mathieu
- Amaro, puisée en forêt, au nord de Saint-Cuthbert.
- Labrador, plusieurs sources au Canada, mais particulièrement Nicolet et Athelstan au Québec.
- Saint-Élie, puisée à Saint-Élie-De-Caxton.
- Naya, puisée dans les Laurentides.

### Eaux minérales du Maroc
Les eaux portant le label « eau minérale naturelle »
Parmi les eaux minérales naturellement gazeuses
- Oulmès prélevée à Lalla Haya (Tarmilate, Région de Khemisset) par les Eaux Minérales d'Oulmès, filiale de Holmarcom

Parmi les eaux minérales naturelles plates
- Sidi Ali prélevée à Moulay Ali Cherif (Bassin Tarmilate, Région de Khemisset) par les Eaux Minérales d'Oulmès, filiale de Holmarcom.
- Sidi Harazem prélevée à Sidi Harazem (Région de Fès) par Sotherma, filiale de Brasseries du Maroc
- Aïn Saiss prélevée à Aïn Saiss (Région de l'Atlas) par de Danone-Sotherma, filiale des Brasseries du Maroc
- Aïn Atlas prélevée à Hammou Aguemguem (Région du Moyen Atlas, Oulmes) par les Eaux Minérales d'Oulmès, Holmarcom

Dans la catégorie eaux de source naturelles
- Aïn Soltane prélevée à Aïn Soltane (Région du moyen Atlas, dans la province de Sefrou, Région de Fès Boulmane) par Al Karama-Ynna Holding
- Chaouen prélevée à Aïn Sahel Kharrouba (50 km de Tétouan) par Water Mineral Chefchaouen
- Aïn Ifrane prélevée à Ben Smim dans la région d'Ifrane par Brasseries du Maroc

Les eaux de table traitées et minéralisées sont :
- Bahia traitée et embouteillée par les Eaux Minérales d'Oulmès, Holmarcom
- Bonaqua traitée et embouteillée par Sotherma, filiale des Brasseries du Maroc
- Ciel traitée et embouteillée par Brasseries du Maroc

Aïn signifiant « source » (ou l'œil) en langue arabe.

### Eaux minérales d'Espagne
Cette liste est issue de la catégorie espagnole des eaux en bouteilles (Agua embotellada).
- Sant Aniol (es) est une eau minérale naturelle[16], située sur la commune de Montagut i Oix (Province de Gérone) ;
- Aquarel ;
- Bezoya (es) ;
- Lanjarón (es) ;
- Fuente Liviana (es) ;
- Solán de Cabras (es) ;
- Agua de Solares (es) est une eau minérale naturelle, située sur le lieu-dit « Solares » de la ville de Medio Cudeyo (Cantabrie);
- Font Vella (es) ;
- Vichy Catalán (es) ;
- Viladrau (es).

### Eaux minérales de Belgique
- Chaudfontaine
- Spa
- Bru-Chevron
- Valvert
- Duke
- Spontin Duchesse
- Villers Monopole
- Sty

### Eaux minérales de Suisse
La législation suisse s’applique aux eaux provenant d’une source souterraine bien spécifique et microbiologiquement irréprochable pour avoir la dénomination «eau minérale naturelle». Les minéraux qu’elle contient doivent être présents naturellement (sans quoi elle prend l’appellation «eau minérale artificielle ») et leur teneur doit être constante, ou du moins dans la limite des variations naturelles.
- Adelbodner
- Aproz
- Arkina
- Eptinger
- Henniez
- Passugger
- Rhäzünser
- Valser

### Eaux minérales du Royaume-Uni
- Malvern water

### Eaux minérales d'Italie
- San Pellegrino ;
- San Benedetto ;

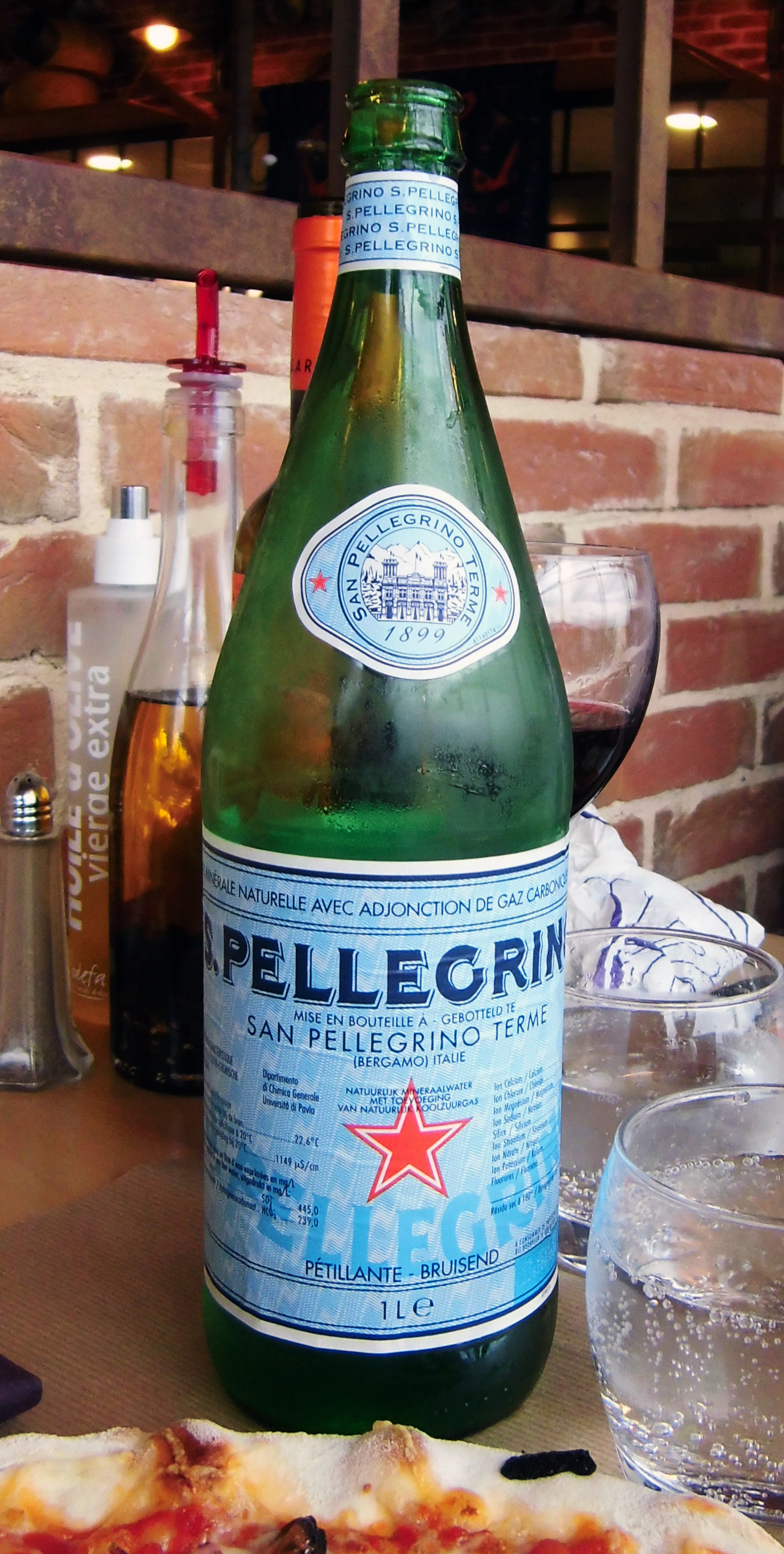
Une bouteille en verre de S. Pellegrino

- Sant'Anna (it) est une minérale naturelle provenant de deux sources différentes situées en haute vallée de la Stura, sur la commune de Vinadio (Province de Coni) ;
- Solé ;
- San Bernardo ;
- Courmayeur ;
- Sangemini ;
- Fiuggi ;
- Acqua Filette ;
- Acqua Panna (it) est une eau minérale naturelle dont la source est située sur la commune de Scarperia (San Piero et Scarperia (it)) en Toscane ;
- Azzurra ;
- Levissina ;
- Ferrarelle (it) est une eau minérale venant des sources souterraines de la commune de Roccamonfina (Province de Caserte) ;
- Mont Blanc ;
- Maniva ;
- Lete (it) est une eau gazeuse naturelle du massif Matese entre la région de Campanie et Molise (Province de Caserte) ;
- Lurisia ;
- Cristalia ;
- Pradis ;
- Rocchetta ;
- Oxigizer ;
- Talians.

### Eaux minérales de Tunisie
- Sabrine
- Safia
- Jektiss
- Jannet
- Fourat
- Marwa
- Melliti
- Denya
- Bargou
- Cristaline
- Aziz
- Hayet
- Vivian
- Dima
- Garci

### Eaux minérales de Côte d'Ivoire
- Awa
- olgane
- Céleste
- assinie
- Kirene
- Cristalline

### Eaux minérales de Guinée
- Compagnie des eaux minérales de Guinée (Coyahyé)[17] ;
- Crystal[17].

### Eaux minérales du Sénégal
- Casamançaise (eau purifiée au format de 0,5 litre, 1,5 litre, 10 litres et 18,9 litres)
- Kirène (eau minérale naturelle au format de 0,5 litre, 1,5 litre, 5 litres et 10 litres)

### Eaux minérales d'Algérie
- Ifri
- Mansourah
- Toudja
- Golea
- Aghbalou (w Béjaia)
- Ifren (w Béjaia)
- Saïda
- Guedila
- Chifaa
- Lalla Khedidja
- Mouzaïa
- Sidi El Kébir
- Messerghine
- Blida
- Ben Haroun
- Hayat
- Youkous
- Tessala
- Hammamat
- Eau minérale Batna
- Togi
- Alam (w Bejaia)
- Mansourah (Tlemcen)

### Eaux minérales de Roumanie
Eaux minérales de Roumanie ,

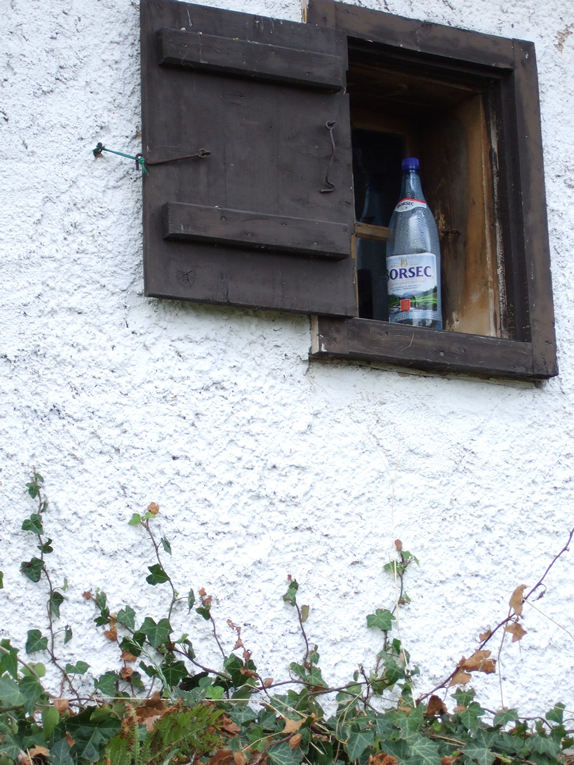
Bouteille d'eau minérale "Borsec".

(nom commercial	nom de la source	lieu d'exploitation (département / "judet")
- ALPINA BORSA	Izvorul nr. 1 bis, Izvorul nr. 2	Baia Borsa (judetul Maramures)
- AMFITEATRU	Izvorul 3 Copou	Iasi (judetul Iasi)
- APA CRAIULUI	Izvorul nr. 5 Galgoaie	Dambovicioara (judetul Arges)
- AQUATIQUE	Izvorul Busteni	Busteni (judetul Prahova)
- AQUA CARPATICA	Izvorul Bajenaru	Paltinis (judetul Suceava)
- AQUA CARPATICA	Izvorul Haja	Paltinis (judetul Suceava)
- AQUA CARPATICA	F2 Paltinis	Paltinis (judetul Suceava)
- AQUA CARPATICA	Ichim nr. 1 Ichim nr. 4	Galautas, comuna Bilbor (judetul Harghita)
- AQUA SARA	F4750 Boholt	Boholt (judetul Hunedoara)
- AQUA VITAL	Sacosu Mare	Sacosu Mare (judetul Timis)
- ARTESIA	A3	Sansimion (judetul Harghita)
- BĂILE LIPOVA	F11	Lipova (judetul Arad)
- BIBORTENI	Biborteni F8	Biborteni (judetul Covasna)
- BIBORTENI	Biborteni F9	Biborteni (judetul Covasna)
- BILBOR	F1 SNAM	Bilbor (judetul Harghita)
- BILBOR	Q1	Bilbor (judetul Harghita)
- BODOC	Bodoc	Bodoc (judetul Covasna)
- BORSEC	Borsec	Borsec (judetul Harghita)
- BORSEC	Faget BORSEC	Borsec (judetul Harghita)
- BUCOVINA	C7 Secu	Dorna Candrenilor (judetul Suceava)
- BUCOVINA	Rosu	Vatra Dornei (judetul Suceava)
- BUZIAS	FII bis Buzias	Buzias (judetul Timis)
- CARPATINA	Domogled	Baile Herculane (judetul Caras-Severin)
- CARPATINA	Tosorog	Tosorog (judetul Neamt)
- CARPATINA	F20B Lipova	Lipova (judetul Arad)
- CERTEZE	Certeze	Certeze (judetul Satu Mare)
- CEZARA	Bacaia	Bacaia (judetul Hunedoara)
- CHEILE BICAZULUI	Bicazul Ardelean (foraj FH1)	Bicazul Ardelean (judetul Neamt)
- CORA	F1 SNAM	Malnas Bai (judetul Covasna)
- CRISTALINA	FI	Sancraieni (judetul Harghita)
- CRISTALINA	A1	Sansimion (judetul Harghita)
- CRISTALUL MUNTILOR	Izvorul Paraul Rece	Vama Buzaului (judetul Brasov)
- DEALUL CETĂTII	FH1	Miercurea-Ciuc (judetul Harghita)
- DORNA	Dorna Candrenilor	Dorna Candrenilor (judetul Suceava)
- DORNA	Poiana Vinului	Poiana Vinului/Dealul Floreni (judetul Suceava)
- HERA	Hera	Budureasa (judetul Bihor)
- IZVORUL ALB	Izvorul Alb	Dorna Candrenilor (judetul Suceava)
- IZVORUL CETĂTII CRIZBAV	Izvor	Crizbav (judetul Brasov)
- IZVORUL MINUNILOR	Izvorul Minunilor - Stana de Vale	Stana de Vale (judetul Bihor)
- IZVORUL TĂMĂDUIRII	Sonda F1	Stoiceni Targu Lapus (judetul Maramures)
- K-Classic	F6 Boholt	Boholt (judetul Hunedoara)
- KEIA	Izvorul Zaganului	Ciucas (judetul Prahova)
- LIPOVA	F8E, F9 bis	Lipova (judetul Arad)
- LITHINIA	FH2 Parhida	Parhida (judetul Bihor)
- OAS	Certeze Negresti	Negresti (judetul Satu Mare)
- PERENNA PREMIER	Calina	Dognecea (judetul Caras-Severin)
- PERLA APUSENILOR	FH2 Chimindia	Chimindia-Deva (judetul Hunedoara)
- PERLA COVASNEI	F1	Targu Secuiesc (judetul Covasna)
- PERLA HARGHITEI	F1, F2	Sancraieni (judetul Harghita)
- PERLA HARGHITEI	FH2	Santimbru (judetul Harghita
- PERLA HARGHITEI	A2	Sansimion (judetul Harghita)
- POIANA NEGRII	Poiana Negrii	Poiana Negrii (judetul Suceava)
- RARĂUL	Put Lebes, FH1	Fundul Moldovei (judetul Suceava)
- ROUA MUNTILOR	F2 SNAM	Perimetrul Secu - Moara Dracului, comuna Dorna Candrenilor (judetul Suceava)
- ROUA MUNTILOR	F4 SNAM Rosu	Perimetrul Rosu-Vatra Dornei, localitatea Rosu (judetul Suceava)
- SAGUARO	F3	Targu Secuiesc (judetul Covasna)
- SESTINA	Sestina	Valea Salardului (judetul Mures)
- SPRING HARGHITA	FH2M	Miercurea-Ciuc (judetul Harghita)
- STÂNCENI	Stanceni	Stanceni (judetul Mures)
- STÂNCENI	Ciobotani	Stanceni (judetul Mures)
- TIVA HARGHITA	F8	Sancraieni (judetul Harghita)
- TUSNAD	Tusnad	Tusnad (judetul Harghita)
- TUSNAD	Tusnad Nou	Tusnad (judetul Harghita)
- VALEA BRAZILOR	Biborteni F7	Biborteni (judetul Covasna)
- VALEA IZVOARELOR	S1, S2 Covasna	Covasna (judetul Covasna)
- VÂLCELE	Elisabeta	Valcele (judetul Covasna)
- ZIZIN	Sursele Zizin	Zizin, comuna Tarlungeni (judetul Brasov)
- 7 IZVOARE	Sapte Izvoare	Dobresti (judetul Dambovita)

### Eaux minérales de Turquie
- Afyonkarahisar distribué par Turkish Red Crescent (en)

### Filmographie
- De l'or en bouteille de Laurence Jourdan, documentaire diffusé sur France 5 le 29 juillet 2008.

- [vidéo][Production de télévision] « À sec - La grande soif des multinationales », Robert Schmidt, Alexander Abdelilah, Jörg Daniel Hissen (auteurs) sur Arte, 17 août 2022, 52 min
- [vidéo][Motion picture] « Main basse sur l'eau », Jérôme Fritel (auteur), 2019, 90 min (consulté le 27 décembre 2023)